# مدال افتخار: خط مقدم
مدال افتخار: خط مقدم (به انگلیسی: Medal of Honor: Frontline) یک بازی ویدئویی تیراندازی اول شخص است که توسط الکترونیک آرتس در سال ۲۰۰۲ توزیع شد.